# Émetteur des Cars

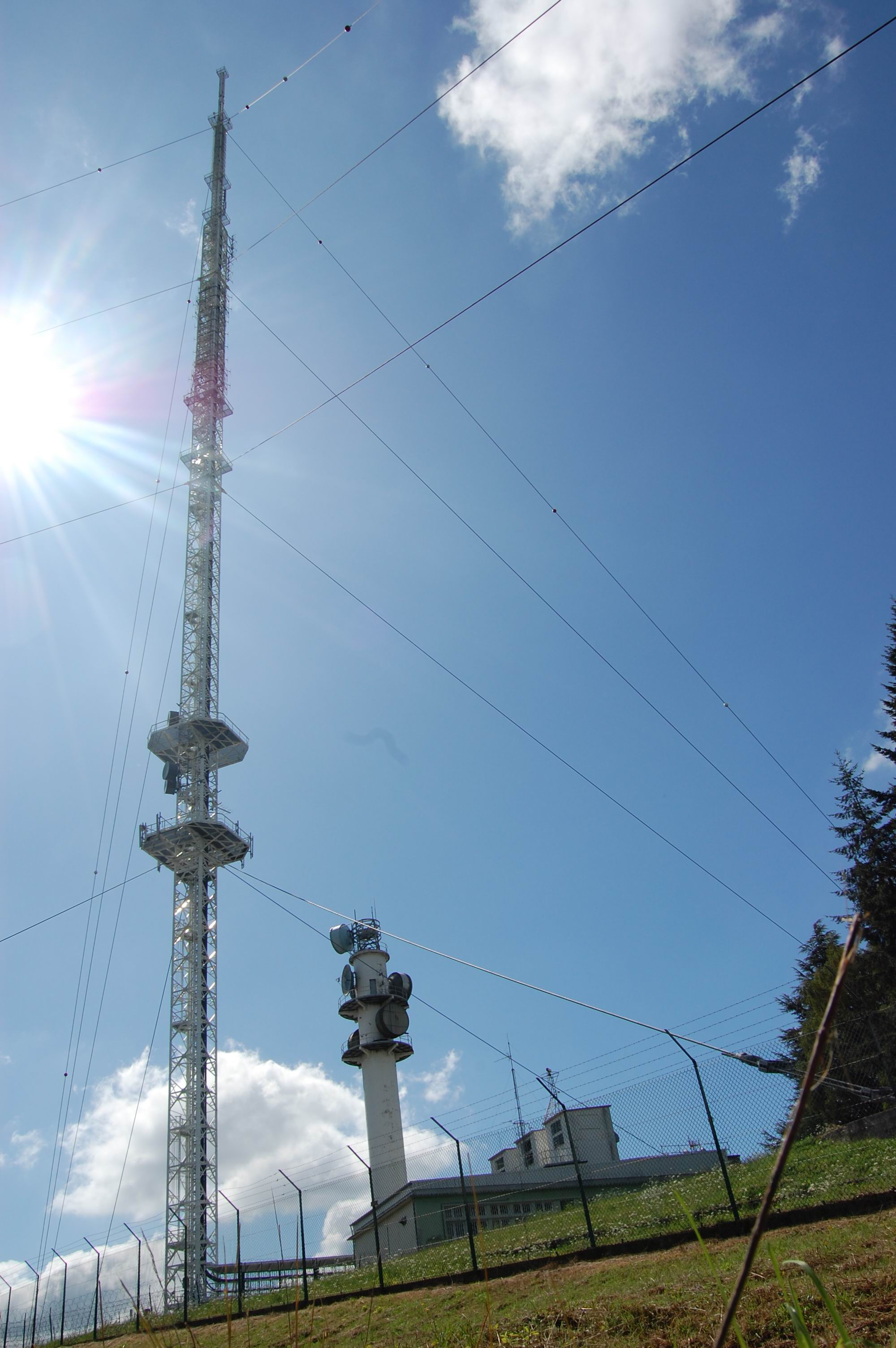
Site de diffusion des Cars
À gauche : le pylône haubané.
Au centre : la tour hertzienne.

L'émetteur des Cars est un site de diffusion basé dans la Haute-Vienne, dans le Limousin, au sud-ouest de Limoges. Il est composé d'un pylône haubané de 230 mètres de haut et d'une tour hertzienne d'une hauteur de 44 mètres. Il sert à la diffusion de la TNT, de la radio FM (radios publiques) et de la téléphonie mobile et envoie des ondes WiMAX. Le site est exploité par TDF.
Le pylône a été endommagé en grande partie lors d'un incendie le 11 janvier 2021 provoquant une panne de réseau mobile,la réception TNT et radio fm dans le département ainsi qu'en Dordogne et une partie de la Corrèze. L'incendie a été revendiqué par un « Comité pour l'abolition de la 5G et de son monde ».

## Télévision

### Diffusion analogique
La première chaîne à avoir arrêté sa diffusion analogique est Canal+ le 2 juin 2010. TF1, France 2 et les 2 canaux de France 3 se sont arrêtées le 29 mars 2011. Vu l'encombrement du spectre hertzien dans cette région montagneuse, ce site est l'un des rares émetteurs à n'avoir jamais diffusé les réseaux 5 et 6, obligeant les limougeauds à s'équiper d'une deuxième antenne pour capter un émetteur plus local, ou les habitants de la région à s'équiper de paraboles.
| Chaîne             | Canal | Puissance (PAR) |
| ------------------ | ----- | --------------- |
| TF1                | 56H   | 485 kW          |
| France 2           | 60H   | 485 kW          |
| France 3 Limousin  | 63H   | 485 kW          |
| Canal+             | 10H   | 260 kW          |
| France 3 Périgords | 32H   | 450 kW          |

Les chaînes France 5 / Arte et M6 étaient diffusées en analogique sur Limoges via le réémetteur local de Puy las Rodas.

### Diffusion numérique[3]
| Multiplex | Canaux | Puissances (PAR) | Diffuseur |
| --------- | ------ | ---------------- | --------- |
| R1        | 46H    | 100 kW           | TDF       |
| R2        | 47H    | 69 kW            | TDF       |
| R3        | 32H    | 100 kW           | TDF       |
| R4        | 34H    | 100 kW           | TDF       |
| R6        | 29H    | 100 kW           | TDF       |
| R7        | 44H    | 100 kW           | TDF       |

#### Multiplex R1
| LCN | Nom de la chaîne   |
| --- | ------------------ |
| 2   | France 2           |
| 3   | France 3 Limousin  |
| 4   | France 4           |
| 16  | France Info        |
| 33  | France 3 Périgords |

#### Multiplex R2
| LCN | Nom de la chaîne |
| --- | ---------------- |
| 12  | Gulli            |
| 13  | BFM TV           |
| 14  | CNews            |
| 17  | CStar            |
| 18  | T18              |
| 19  | Novo 19          |

#### Multiplex R4
| LCN | Nom de la chaîne |
| --- | ---------------- |
| 5   | France 5         |
| 6   | M6               |
| 7   | Arte             |
| 9   | W9               |
| 22  | 6ter             |
| 26  | Paris Première   |

#### Multiplex R6
| LCN | Nom de la chaîne |
| --- | ---------------- |
| 1   | TF1              |
| 8   | LCP              |
| 10  | TMC              |
| 11  | TFX              |
| 15  | LCI              |

#### Multiplex R7
| LCN | Nom de la chaîne |
| --- | ---------------- |
| 20  | TF1 Séries Films |
| 21  | L'Équipe         |
| 23  | RMC Story        |
| 24  | RMC Découverte   |
| 25  | Chérie 25        |

## Radio FM
L'émetteur des Cars diffuse 5 radios publiques. Parmi elles, 2 font partie du réseau Ici vu que ce site émet sur une partie limousine et périgourdine.
| Fréquence | Station        | Puissance (PAR) | RDS (PS) |
| --------- | -------------- | --------------- | -------- |
| 89.5      | France Culture | 158 kW          | _CULTURE |
| 91.7      | Ici Périgord   | 100 kW          | BLEUPERI |
| 93.0      | France Inter   | 158 kW          | __INTER_ |
| 97.5      | France Musique | 158 kW          | _MUSIQUE |
| 103.5     | Ici Limousin   | 158 kW          | BLEU.LIM |

## Téléphonie mobileet autres transmissions[6]
| Opérateur        | 2G  | 3G  | 4G  | 5G  | FH  |
| ---------------- | --- | --- | --- | --- | --- |
| Orange           | Oui | Oui | Oui | Non | Oui |
| SFR              | Oui | Oui | Oui | Oui | Non |
| Bouygues Telecom | Oui | Oui | Oui | Oui | Oui |
| Free             | Non | Oui | Oui | Oui | Oui |

| Opérateur   | Type d'ondes      | Pylône          |
| ----------- | ----------------- | --------------- |
| IFW (WiMAX) | BLR de 3 GHz      | Pylône haubané  |
| TDF         | Faisceau hertzien | Tour hertzienne |

## Photos du site
- Galerie de photos du site tvignaud. (consulté le 13 avril 2017)
- Photos du site sur annuaireradio.fr (consulté le 13 avril 2017).